# Saint-Séverin-d'Estissac
 Saint-Séverin-d'Estissac  (en occitano Sent Sieurin d'Estissac) es una población y comuna francesa, situada en la región de Aquitania, departamento de Dordoña, en el distrito de Périgueux y cantón de Neuvic (Dordoña).

## Demografía
| 77 | 65 | 51 | 56 | 55 | 51 |
| Para los censos de 1962 a 1999 la población legal corresponde a la población sin duplicidades (Fuente: INSEE [Consultar]) |    |    |    |    |    |